# The Farmer’s Boy: A Rural Poem
The Farmer’s Boy: A Rural Poem – poemat angielskiego poety Roberta Bloomfielda, opublikowany w 1800.
Poemat jest wzorowany na utworze szkockiego autora Jamesa Thomsona The Seasons. Dzieło Bloomfielda okazało się niezwykle popularne. Sprzedano 30 tysięcy kopii. Poemat został napisany dystychem bohaterskim (heroic couplet), czyli parzyście rymowanym pentametrem jambicznym.

O come, blest Spirit! whatsoe'er thou art,
Thou rushing warmth that hover'st round my heart,
Sweet inmate, hail! thou source of sterling joy,
That poverty itself cannot destroy,
Be thou my Muse; and faithful still to me,
Retrace the paths of wild obscurity.
No deeds of arms my humble lines rehearse,
No Alpine wonders thunder through my verse,
The roaring cataract, the snow-topt hill,
Inspiring awe, till breath itself stands still: